# Poecilimon obesus
Poecilimon obesus är en insektsart som först beskrevs av Brunner von Wattenwyl 1878.  Poecilimon obesus ingår i släktet Poecilimon och familjen vårtbitare. Inga underarter finns listade i Catalogue of Life.